# Liste der Baudenkmäler in Berg (Starnberger See)

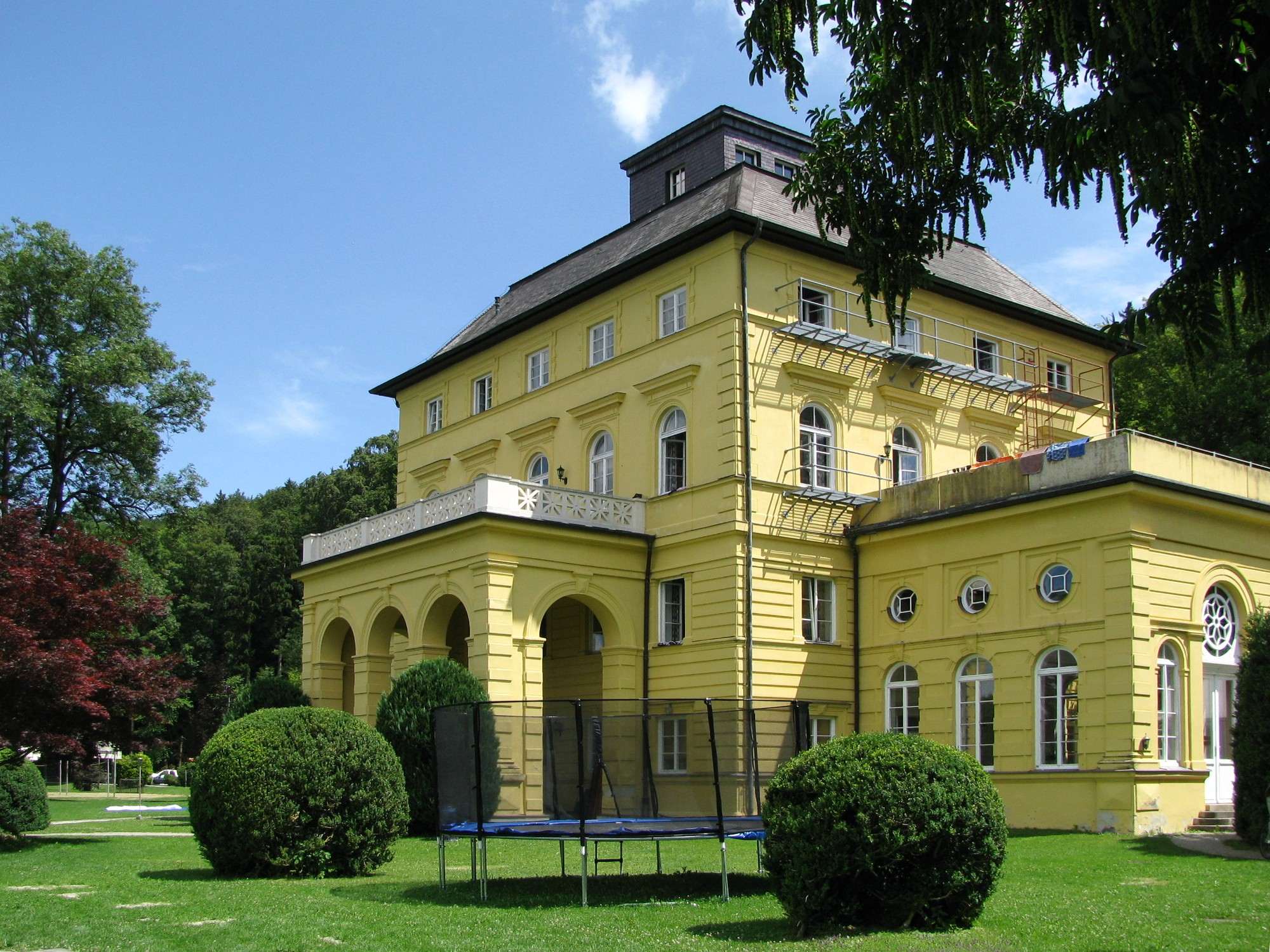
Schloss Allmannshausen

Auf dieser Seite sind die Baudenkmäler in der oberbayerischen Gemeinde Berg zusammengestellt. Diese Tabelle ist eine Teilliste der Liste der Baudenkmäler in Bayern. Grundlage ist die Bayerische Denkmalliste, die auf Basis des Bayerischen Denkmalschutzgesetzes vom 1. Oktober 1973 erstmals erstellt wurde und seither durch das Bayerische Landesamt für Denkmalpflege geführt wird. Die folgenden Angaben ersetzen nicht die rechtsverbindliche Auskunft der Denkmalschutzbehörde.

## Baudenkmäler nach Ortsteilen

### Berg
| Lage                              | Objekt                      | Beschreibung | Akten-Nr.                        | Bild             |
| --------------------------------- | --------------------------- | --- | -------------------------------- | ---------------- |
| Berger Holz (Standort)            | Kapelle St. Anna            | Wegkapelle am Waldrand, mit geschweiftem Kuppeldach und hölzernem Vorbau, 1826; mit Ausstattung des Vorgängerbaus aus dem 18. Jahrhundert | D-1-88-113-4 Wikidata            | Kapelle St. Anna |
| Grafstraße 4 (Standort)           | Kirche St. Johannes Baptist | Katholische Filialkirche, romanisch, wohl 12. Jahrhundert, Inneres 1658/59 umgestaltet, Dachreiter 1867; mit Ausstattung. | D-1-88-113-1 Wikidata            | weitere Bilder   |
| Grafstraße 5 (Standort)           | Zum Moar                    | Ehemaliges Bauernhaus, Einfirstanlage mit Satteldach mit fünf Pfetten, erste Hälfte 19. Jahrhundert, im Kern älter, Wohnteil verputzt und Dach im 19. Jahrhundert angehoben | D-1-88-113-2 Wikidata            | Zum Moar         |
| Kapellenweg 1 (Standort)          | Landhaus                    | Zweigeschossig mit vorkragendem Flachsatteldach, Zwerchgiebel, Segmentbogenfenstern, im Stil der Maximilianszeit, um 1860. | D-1-88-113-3 Wikidata            | Landhaus         |
| König-Ludwig-Weg 4 (Standort)     | Wohnhaus                    | Ehemaliges Bauernhaus, zweigeschossiger Putzbau mit Flachsatteldach und in die Fassade eingelassenen Medaillons, im Kern wohl noch 18. Jahrhundert, Äußeres 2. Hälfte 19. Jahrhundert | D-1-88-113-5 Wikidata            | Wohnhaus         |
| Maxhöhe 17 (Standort)             | Gurahaus                    | Villa, für den Kammersänger Eugen Gura errichtet, zweigeschossiger Halbwalmdachbau mit Loggien, Lauben und großem Eckturm mit Zeltdach, historisierend, erbaut 1881, Anbau 1911 | D-1-88-113-6 Wikidata            | weitere Bilder   |
| Mühlgasse 7 (Standort)            | Marstall                    | Ehemals zu Schloss Berg gehörig, zweieinhalbgeschossiger langer Trakt mit Lisenengliederungen und Treppengiebelfriesen an den Giebeln und Zwerchhäusern, 1866 | D-1-88-113-8 Wikidata            | weitere Bilder   |
| Seestraße 1 (Standort)            | Villa Poschinger            | Zweieinhalbgeschossiger Putzbau, traufseitig, mit vorkragendem Flachsatteldach und kleinem Dreiecksgiebel sowie hölzerner Altane an der Seeseite, im Stil der Maximilianszeit, 1855, Fassadenänderung 1863 | D-1-88-113-9 Wikidata            | Villa Poschinger |
| Seestraße 15 (Standort)           | Villa                       | Zweigeschossiger Bau mit Mezzanin in Formen der italienischen Hochrenaissance, mit großem Stuck-Girlanden-Fries unter dem Traufgesims, von Johann Michael Fischhaber, 1900 Große Seeterrasse mit eiserner Einfriedung | D-1-88-113-10 Wikidata           | weitere Bilder   |
| Seestraße 44 (Standort)           | Villa Rosenthal             | Viergeschossiger Walmdachbau mit vorgelegter Terrasse, für Theodor Rikoff von Johann Michael Fischhaber, 1897 erbaut, 1921/22 umgebaut Park der ehemaligen Villa Rosenthal, Anlage im malerisch-romantischen Stil des späten Historismus, angelegt seit ca. 1895 unter Einbeziehung älteren Baumbestandes Eisenzaun und Parktor in Jugendstilformen Weitere Ausgestaltungen um 1925/30: Neurokoko-Parktor, bronzenes Reiterstandbild des Heiligen Georg von Kompatscher-Bozen (1927), barocke Sandstein-Gartenfigur, Gartenarchitektur am Ostende des Parks (Einfriedungsmauer mit Figurennische), neuklassizistischer Pavillon am Seeufer mit Seeterrasse und Balusterbrüstungen in Beton | D-1-88-113-11 Wikidata           | Villa Rosenthal  |
| Wittelsbacherstraße 29 (Standort) | Schloss Berg                | Kubischer Walmdachbau, 1640 durch Hans Friedrich von Hörwarth erbaut, 1676 von den Wittelsbachern erworben, die 1849/1851 von König Max II. veranlassten Umgestaltungen (Zinnen-Ecktürme, Fassadengliederungen) 1950 wieder entfernt. | D-1-88-113-14 Wikidata           | weitere Bilder   |
| Wittelsbacherstraße 29 (Standort) | Schlosskapelle              | 1876 durch König Ludwig II. erbaut, ausgemalt von Hauschild | D-1-88-113-14 zugehörig Wikidata | BW               |
| Wittelsbacherstraße 29 (Standort) | Schlosspark Berg            | Seit 1807 von dem Architekten Friedrich Ludwig von Sckell im englischen Gartenstil angelegt und um 1850 durch Carl von Effner umgestaltet | D-1-88-113-14 zugehörig          | BW               |
| Wittelsbacherstraße 29 (Standort) | Votivkapelle                | Gedenkkapelle zum Gedächtnis an König Ludwig II. (gestorben 13. Juni 1886), von Julius Hofmann, 1896–1900; Totenleuchte, schmiedeeisern, Ende 19. Jahrhundert; Denkmalschutzmedaille für vorbildliche Sanierung | D-1-88-113-14 zugehörig          | weitere Bilder   |

### Allmannshausen
| Lage                                            | Objekt                 | Beschreibung | Akten-Nr.              | Bild                  |
| ----------------------------------------------- | ---------------------- | --- | ---------------------- | --------------------- |
| Assenbucher Straße 77 (Standort)                | Villa Hirschfeld       | Zweigeschossiger Satteldachbau mit rückwärtigem Quertrakt, im Schweizerhausstil, mit vorkragenden Flachsatteldächern, Lauben, polygonalem Eckerker, Glockenstuhl, neuromanischem Portal, 1875/77 | D-1-88-113-16 Wikidata | weitere Bilder        |
| Assenbucher Straße 79; Schluchtweg 1 (Standort) | Villa v. Hornig        | Zweigeschossiger Satteldachbau im Schweizerhausstil, teilweise Holzblockbau, verbrettert und verschindelt, mit geschnitzten Zierfriesen, profilierten Balkenköpfen, Lauben mit Aussägearbeiten, um 1878; im Park neubarocke Gartenfiguren. | D-1-88-113-17 Wikidata | weitere Bilder        |
| Assenbucher Straße 101 (Standort)               | Schloss Allmannshausen | 1696 von Caspar Feichtmayr für Ferdinand Joseph von Hörwarth erbaut, Umbau zu schlossartiger Portikusvilla mit Mansarddach und Belvedere und seitlichen Flügelanbauten 1880 Park im englischen Landschaftsstil und Brüstungsmauern zum See 18./19. Jahrhundert Zur Geschichte des Schlosses                                                                   | D-1-88-113-18          | weitere Bilder        |
| Assenbucher Straße 109 (Standort)               | Sogenanntes Jägerhaus  | Villa, ehemals Rambaldi, zweigeschossig Flachsatteldachbau über hohem Sockelgeschoss, mit verschaltem Kniestock und Balkonen, im Kern erste Hälfte 19. Jahrhundert, Umbau zum Landhaus um 1880. Im Jahr 2018 bekam die Eigentümergemeinschaft der Villa den „Gabriel-von-Max-Denkmalpreis“ für die liebevolle und vorbildliche Instandhaltung ihres Besitzes. | D-1-88-113-19 Wikidata | Sogenanntes Jägerhaus |
| Ebrachweg 2 (Standort)                          | Kleinbauernhaus        | Zweigeschossiger Satteldachbau mit fünf Pfetten und Hochlaube, bezeichnet „1863“, im Kern wohl älter, Wohnteil verputzt, Wirtschaftsteil verbrettert, Querstadel später | D-1-88-113-21 Wikidata | weitere Bilder        |
| Seeburgstraße 57 (Standort)                     | Kapelle am Höllgraben  | Schlichter kleiner Bau mit hölzernem Vorbau, wohl erste Hälfte 19. Jahrhundert | D-1-88-113-20 Wikidata | Kapelle am Höllgraben |
| Zieglerweg 4 (Standort)                         | Kirche St. Valentin    | Katholische Filialkirche, bis ins 19. Jahrhundert hinein Wallfahrtskirche, kleiner barocker Neubau von 1651, Turmuntergeschoss noch 15. Jahrhundert; mit Ausstattung. | D-1-88-113-15 Wikidata | weitere Bilder        |
| Zieglerweg 14 (Standort)                        | Gartenhaus             | Gartenhaus in Form einer kleinen neugotischen Kapelle mit Dachreiter und Astdekor, um 1890/1900. | D-1-88-113-82 Wikidata | weitere Bilder        |
| Zieglerweg 14 (Standort)                        | Wohnhaus mit Atelier   | Zweigeschossiger Flachdachbau mit verglastem Belvedere, großzügig durchfensterter Sichtziegelbau, in zeitgenössisch-modernen Formen, von Gerhard Weber für sich selbst erbaut, 1956 | D-1-88-113-83 Wikidata | weitere Bilder        |

### Assenhausen
| Lage                         | Objekt                              | Beschreibung | Akten-Nr.              | Bild           |
| ---------------------------- | ----------------------------------- | --- | ---------------------- | -------------- |
| Flur Assenhausen (Standort)  | Bismarckturm                        | Monumentale weithin sichtbare Denkmalanlage, loggienartige Wandelhalle mit Freitreppen, Turmbau mit einer von einem Adler bekrönten Kugel, Tuff- und Kalkstein Zugehörig vertieftes nischenartiges Brunnenhaus; 1896–1899 von Theodor Fischer entworfen, Ausführung durch Joseph Zwiesler, Bildhauerarbeiten von Georg Wrba und Josef Flossmann Weitläufige zugehörige Parkanlage | D-1-88-113-27 Wikidata | weitere Bilder |
| Dürrbergstraße (Standort)    | Wegkapelle                          | Barock, mit Dachreiter, erste Hälfte 17. Jahrhundert | D-1-88-113-24 Wikidata | weitere Bilder |
| Dürrbergstraße 5 (Standort)  | Bauernhaus                          | Einfirstanlage, mit Blockbau-Obergeschoss und umlaufender Laube und verbretterter Giebellaube, zweite Hälfte 18. Jahrhundert Im Garten ehemaliger Getreidekasten, zweigeschossiger Blockbau, erste Hälfte 17. Jahrhundert (moderne Aufstellung) | D-1-88-113-23 Wikidata | Bauernhaus     |
| Dürrbergstraße 9 (Standort)  | Bauernhaus                          | Wohnteil einer ehemaligen kleinen Einfirstanlage, zweigeschossiger Blockbau, Ende 17. Jahrhundert | D-1-88-113-25 Wikidata | weitere Bilder |
| Dürrbergstraße 13 (Standort) | Bauernhaus                          | Kleiner zweigeschossiger Einfirsthof, Wohnteil verputzt, biedermeierlich, erste Hälfte 19. Jahrhundert | D-1-88-113-26 Wikidata | Bauernhaus     |
| Rottmannshöhe (Standort)     | Denkmal für den Maler Karl Rottmann | Ruhebank und Pfeiler mit Inschrifttafeln. 1851 von Rottmanns Freunden errichtet | D-1-88-113-29 Wikidata | weitere Bilder |
| Rottmannshöhe (Standort)     | Rottmannshöhe, ehemaliges Hotel     | Dreigeschossiger Neubarockbau im Stil eines römischen Barockpalastes, von Kisser (München) 1875, Dachaufbau 1920 Angebautes ehemaliges Stationshaus der Seilbahn, später Hauskapelle (Zur Geschichte des Hauses) | D-1-88-113-28 Wikidata | weitere Bilder |

### Aufhausen
| Lage                         | Objekt         | Beschreibung | Akten-Nr.              | Bild           |
| ---------------------------- | -------------- | --- | ---------------------- | -------------- |
| Oberlandstraße 23 (Standort) | Getreidekasten | Zugehöriger Stadel mit Getreidekasten im Obergeschoss, Block und Ständerbau, 17./18. Jahrhundert.                             | D-1-88-113-30 Wikidata | weitere Bilder |
| Oberlandstraße 27 (Standort) | Lechnerhof     | Wohnteil eines Einfirsthofes, zweigeschossiger Blockbau mit umlaufender verbretterter Laube und verbrettertem Giebel, um 1680 | D-1-88-113-31 Wikidata | weitere Bilder |

### Aufkirchen
| Lage                     | Objekt                                  | Beschreibung | Akten-Nr.              | Bild             |
| ------------------------ | --------------------------------------- | --- | ---------------------- | ---------------- |
| Lindenallee 2 (Standort) | Pfarrhaus                               | Zweieinhalbgeschossiger Flachsatteldach mit weitem Dachüberstand und Flacherkern im Landhausstil, 1899/1900 Gusseiserne Einfriedung | D-1-88-113-32 Wikidata | Pfarrhaus        |
| Marienplatz 1 (Standort) | Ehemaliger Pfarrhof, jetzt Kloster      | Zweigeschossiger hakenförmiger Bau mit Krüppelwalmdach, 17. Jahrhundert, neuer Teil Anfang 20. Jahrhundert Klausurmauer Anfang 20. Jahrhundert Im Osten Nische mit Aufsatz | D-1-88-113-34 Wikidata | weitere Bilder   |
| Marienplatz 3 (Standort) | Katholische Pfarr- und Wallfahrtskirche | Im Kern spätgotischer Bau, geweiht 1500, frühbarocke Umgestaltung des Inneren 1626, Turm 1796 Ummauerter Friedhof, 17. Jahrhundert, mit Grabdenkmälern und Gedenksteinen, vornehmlich des 19./20. Jahrhundert Leichenhalle, neugotisch, Ende 19. Jahrhundert; mit Ausstattung. | D-1-88-113-33 Wikidata | weitere Bilder   |
| (Standort)               | Ehemalige Schule                        | Zweigeschossiges ehemaliges Hauptgebäude mit Zierfachwerk und Satteldach, 1894 Ehemaliges Lehrerwohnhaus, eingeschossiger Satteldachbau mit großem teilweise verputztem Fachwerkgiebel, gleichzeitig Ehemalige Remise, eingeschossiger Satteldachbau mit Fachwerkgiebel        | D-1-88-113-78 Wikidata | Ehemalige Schule |

### Farchach
| Lage                                 | Objekt                             | Beschreibung | Akten-Nr.              | Bild           |
| ------------------------------------ | ---------------------------------- | --- | ---------------------- | -------------- |
| Jägerberg 1 (Standort)               | Bauernhaus                         | Wohnstallhaus als Einfirstanlage, Wohnteil mit Putzrahmungen, Hausspruch und Heiligenbild, Ende 18./Anfang 19. Jahrhundert         | D-1-88-113-37 Wikidata | Bauernhaus     |
| Jägerberg 2 (Standort)               | Bauernhaus                         | Zweigeschossiger Einfirsthof, Obergeschoss verputzter Blockbau, wohl noch 18. Jahrhundert                                          | D-1-88-113-38 Wikidata | Bauernhaus     |
| Kirchplatz 1 (Standort)              | Bauernhaus                         | Breit gelagerte Einfirstanlage, am verputzten Wohnteil drei Giebelmedaillons, im Kern 18. Jahrhundert, um 1900 nach Brand erneuert | D-1-88-113-41 Wikidata | weitere Bilder |
| Kirchplatz 4 (Standort)              | Kirche St. Martin und St. Nikolaus | Katholische Filialkirche, barock, Anfang 18. Jahrhundert; mit Ausstattung.                                                         | D-1-88-113-36 Wikidata | weitere Bilder |
| Nähe Kempfenhauser Straße (Standort) | Ehemaliger Zehentstadel            | Klaubsteinbau mit großem Tennentor und Flachsatteldach, 18. Jahrhundert                                                            | D-1-88-113-43 Wikidata | weitere Bilder |
| Nikolausstraße 2 (Standort)          | Bauernhaus                         | Zweigeschossig mit Blockbauobergeschoss, zum Teil verputzt, 18. Jahrhundert                                                        | D-1-88-113-42 Wikidata | Bauernhaus     |
| Nikolausstraße 5 (Standort)          | Bauernhaus                         | Einfirsthof mit verputztem Wohnteil, Giebelbalkon und Giebelmedaillons, um 1860/70                                                 | D-1-88-113-44 Wikidata | Bauernhaus     |

### Harkirchen
| Lage                          | Objekt                                               | Beschreibung | Akten-Nr.              | Bild                                                 |
| ----------------------------- | ---------------------------------------------------- | --- | ---------------------- | ---------------------------------------------------- |
| Am Kreuth 4 (Standort)        | Kirche St. Peter und Paul                            | Katholische Filialkirche, barocker kleiner Saalbau mit Dachreiter, 18. Jahrhundert, auf mittelalterlicher Grundlage | D-1-88-113-45 Wikidata | weitere Bilder                                       |
| Manthalhammerweg 1 (Standort) | Ehemalige Hammerschmiede, sogenannter Manthal-Hammer | Zweigeschossiger Halbwalmdachbau, wohl Anfang 19. Jahrhundert                                                       | D-1-88-113-47 Wikidata | Ehemalige Hammerschmiede, sogenannter Manthal-Hammer |
| Manthalstraße 2 (Standort)    | Ehemalige Mühle                                      | Zweigeschossiger Steilsatteldachbau, zweite Hälfte 18. Jahrhundert                                                  | D-1-88-113-48 Wikidata | weitere Bilder                                       |

### Höhenrain
| Lage                                                                                | Objekt                            | Beschreibung                                               | Akten-Nr.              | Bild                      |
| ----------------------------------------------------------------------------------- | --------------------------------- | ---------------------------------------------------------- | ---------------------- | ------------------------- |
| Biberkorholz, am Forstweg an der Straße zwischen Aufhausen und Höhenrain (Standort) | Marterl, hölzerner Bildstock      | Bezeichnet „1727“                                          | D-1-88-113-76 Wikidata | BW                        |
| Geranienweg 4 (richtig: Rosenstraße 2) (Standort)                                   | Ehemaliger Getreidekasten         | Erdgeschossiger Blockbau, 17. Jahrhundert                  | D-1-88-113-51 Wikidata | Ehemaliger Getreidekasten |
| Kirchanger 9 (Standort)                                                             | Katholische Pfarrkirche Herz Jesu | Von Hansjakob Lill, 1947–50; mit historischer Ausstattung. | D-1-88-113-49 Wikidata | weitere Bilder            |

### Kempfenhausen
| Lage                                      | Objekt                                      | Beschreibung | Akten-Nr.                        | Bild                  |
| ----------------------------------------- | ------------------------------------------- | --- | -------------------------------- | --------------------- |
| Milchberg 11 (Standort)                   | Schloss Kempfenhausen                       | Gruppe mehrerer Bauten mit umgebendem Garten, in landschaftsprägender Lage auf dem Rücken einer Endmoräne Ehemaliges Herrenhaus, dreigeschossiger Satteldachbau mit risalitartigem Vorbau nach Norden, für Arsatius Barth errichtet 1515/20, mit späteren Umbauten bis Anfang des 20. Jahrhunderts Ehemaliges Wirtschaftsgebäude, zweigeschossiger Walmdachbau, im Kern wohl noch Anfang 16. Jahrhundert, Anfang 20. Jahrhundert umgebaut und über geschlossene Brücke mit dem Hauptgebäude verbunden Gartenanlage, mit ehemaligem Ziergarten im Westen und ehemaligem Nutzgarten mit Streuobstwiese und Terrassierung im Osten Teile der Einfriedung des Ziergartens, vor 1700 Auffahrt mit Einfahrtsrondell im Norden als Rest eines ehemaligen Parks, ab 1909 unter Graf Bylandt angelegt | D-1-88-113-54 Wikidata           | weitere Bilder        |
| Milchberg 11 (Standort)                   | Kapelle St. Anna, ehemalige Schlosskapelle  | Barocker Saalbau, im Kern wohl spätgotisch, nach 1715 und um 1755 umgebaut; mit Ausstattung. | D-1-88-113-54 zugehörig Wikidata | weitere Bilder        |
| Münchner Straße 5; Seebreite 9 (Standort) | Villa Friedländer                           | Erbaut für Meta Friedländer. Neuklassizistischer Satteldachbau mit kräftig gerahmten Giebelfeldern, an der Eingangsseite hakenförmige erdgeschossige Seitenflügel in symmetrischer Anordnung, mit der Ostfront des Hauptbaues einen Hof bildend, von Carl Sattler, 1923 Zufahrtsallee mit Vorfahrt Parkanlage mit Parterre nach Süden und Englischem Garten seeseitig | D-1-88-113-55 Wikidata           | Villa Friedländer     |
| Münchner Straße 27 (Standort)             | Villa de Osa, ehemalige Villa, jetzt Klinik | Erdgeschossiger Bau mit zweigeschossigem, überkuppeltem Mittelteil und diesem vorgelagerten Vestibül mit ionischem Portikus sowie halbkreisförmigen Mansarddachtrakten, mit reicher Fassadengestaltung im Stil des Neubarock, erbaut für Augusta de Osa, von Ernst Haiger, 1909, 1953ff. erweitert Mit Terrassenanlage und Park im Westen Toreinfahrt und Eisenzaun im Osten; gleichzeitig; zugehörig ehemals Seehang 5 | D-1-88-113-56 Wikidata           | weitere Bilder        |
| Münchner Straße 57 (Standort)             | Villa Pellet                                | Ehemaliges Gästehaus, sogenannte kleine Villa oder Direktorenhaus, erdgeschossig, mit Krüppelwalmdächern, Lauben, Giebelrisalit, im malerisch barockisierenden Heimatstil, um 1905 In der ehemaligen Villa Pellet (um 1855, Umbau 1898ff.): Treppenhaus; Ausstattung der Bibliothek, Neuempire, 1907; Ausstattung des ehemaligen Salons, um 1905 Gemauerte Toreinfahrt mit Giebelbekrönung, 1907 | D-1-88-113-57 Wikidata           | weitere Bilder        |
| Seehang 5 (Standort)                      | Villa                                       | In Art eines Gartenpalais des Rokoko, erbaut für Fritz de Osa, zweigeschossiger Walmdachbau mit Risalit, stuckierte Fassaden, von Ernst Haiger, 1922, 1934 erweitert; erbaut im Zusammenhang mit Münchner Straße 27 | D-1-88-113-58 Wikidata           | BW                    |
| Seestraße 67 (Standort)                   | Landhaus Pössenbacher                       | Zum See geöffneter Dreiflügelbau mit schindelgedeckten Walmdächern, Terrasse mit Abschlussmauer, im reduzierten Heimatstil, von Heinrich Pössenbacher, 1935 | D-1-88-113-59 Wikidata           | Landhaus Pössenbacher |
| Seestraße 71/73 (Standort)                | Villa Drenhaus                              | Zweigeschossiger neubarocker Mansarddachbau, von Jakob Angermair, 1904 für den Maler Ernst Ludwig Plaß, Umbau 1925; zugehöriges Verwalterhaus, eingeschossiger neubarocker Mansarddachbau, um 1900. | D-1-88-113-60 Wikidata           | Villa Drenhaus        |

### Leoni
| Lage                                                                              | Objekt                             | Beschreibung | Akten-Nr.              | Bild                               |
| --------------------------------------------------------------------------------- | ---------------------------------- | --- | ---------------------- | ---------------------------------- |
| Assenbucher Straße 13 (Standort)                                                  | Villa Bischoff                     | Zweigeschossiger Walmdachbau, zum Teil verschindelt, im Reformstil mit Jugendstilanklängen, von Emanuel von Seidl, 1901; mit Ausstattung. | D-1-88-113-70 Wikidata | Villa Bischoff                     |
| Assenbucher Straße 25 (Standort)                                                  | Villa Opitz                        | Neubarocker Walmdachbau mit zwei Flügeln, dazwischen eingestellter Rundturm mit Haube, von Franz Mayr, 1912 Erdgeschossiges Nebengebäude mit zwei Flügeln mit Pavillon als Kopfbau | D-1-88-113-64 Wikidata | weitere Bilder                     |
| Assenbucher Straße 28 (Standort)                                                  | Landhaus Lehmpuhl                  | Zweigeschossiger Satteldachbau mit hohem Kniestock im Schweizerhausstil, Obergeschoss verkleidet mit Schuppenschindeln, an der Südseite hölzerner Erker, Fenster mit hölzernen Rahmungen, von Heinrich Lehmpuhl, 1896 Bootshaus in Blockbauweise | D-1-88-113-65 Wikidata | Landhaus Lehmpuhl                  |
| Assenbucher Straße 29 (Standort)                                                  | Villa Sandner                      | Zweigeschossiger Satteldachbau mit verbretterten Giebeln und Kniestock, Runderker und großer Erdgeschossloggia, im Heimatstil, von Emanuel von Seidl, 1890 | D-1-88-113-66 Wikidata | Villa Sandner                      |
| Assenbucher Straße 41 (Standort)                                                  | Bauernhof und Fischeranwesen Gastl | Einfirstanlage mit Fünfpfettendach und Hochlaube, Fenster mit Putzrahmen und Bemalungen, bezeichnet „1840“ (erbaut 1832) | D-1-88-113-67 Wikidata | Bauernhof und Fischeranwesen Gastl |
| Assenbucher Straße 47 (Standort)                                                  | Villa Hackländer                   | Kleiner klassizistischer Bau, verbrettert, mit flachem Walmdach über großer Hohlkehle, von Johann Ulrich Himbsel für sich selbst erbaut, 1827, großer eiserner Balkon, Ende 19. Jahrhundert Zugehörig Mausoleum der Bankiersfamilie Weinmann, überkuppelter kubischer Tuffsteinbau, von Theodor Fischer, 1903 | D-1-88-113-68 Wikidata | weitere Bilder                     |
| Assenbucher Straße 53 (Standort)                                                  | Villa Himbsel (auch Frommel)       | Stattlicher zweigeschossiger Flachsatteldachbau mit weitem Dachüberstand in der Art eines oberbayerischen Bauernhauses, von Johann Ulrich Himbsel für sich selbst erbaut, 1842, Umbau 1904; im Inneren Wandbilder von Wilhelm von Kaulbach, Friedrich Dürk, Clemens von Zimmermann u. a., um 1842; Fassaden mit Wandmalereien von Wilhelm von Kaulbach; Park- und Gartenanlage, um 1842 und um 1904; Brunnen, Laufbrunnen mit Trog und Pfosten, um 1904 im Garten; Bootshaus, holzverschalter Ständerbau mit Flachdach, um 1904; Uferbefestigung, Stampfbeton, um 1904; Kapelle, hölzern, mit Rinde verkleidet, neugotisch; Kreuzwegstation als Probebau für den Kreuzweg am Pilgerweg nach Aufkirchen; beide von Johann Ulrich Himbsel, erbaut 1855; beide weit südlich des Hauses im Wald. (Zur Geschichte des Hauses) | D-1-88-113-69 Wikidata | weitere Bilder                     |
| Aufkirchner Feld; Nähe Kreuzweg; Berger Feld; Kreuzweg; Hillmaier Feld (Standort) | Himbsel’scher Kreuzweg             | Gestiftet von Oberbaurat Johann Ulrich Himbsel, 14 Stationskapellen zwischen Leoni und Aufkirchen, 1856, Reliefs von Anton Ganser | D-1-88-113-63 Wikidata | weitere Bilder                     |
| Hangweg 9 (Standort)                                                              | Villa Krüzner (auch Riemerschmid)  | Zweigeschossiger, barockisierender Zeltdachbau mit Laterne, 1893/94, von Emanuel von Seidl, erneuert 1927 Mit schmiedeeisernem Tor und Terrasseneinfriedungsmauer Zugehörig Gartenhaus, eingeschossiger Schopfwalmdachbau, um 1900, und eine baumbestandene Auffahrtsallee | D-1-88-113-71 Wikidata | weitere Bilder                     |
| Kreuzweg 54 (Standort)                                                            | Villa                              | zweigeschossiger Satteldachbau mit Vorhalle, Bodenerker, ummauerter Terrasse, rückwärtigem Anbau und holzverkleideten Giebelwänden und Kniestock in Formen des Heimatstils, von Friedrich Pfeifer, 1919, einen Vorgängerbau von 1896 von Max Listl integrierend. | D-1-88-113-93          | Villa                              |
| Kreuzweg 94 (Standort)                                                            | Villa Hussel                       | Zweigeschossiger Satteldachbau mit Zwerchhaus und seitlichen Blendgiebeln mit Scheitelzinnen, im Stil der Maximilianszeit, von Mathias Wannerstorfer, 1865 | D-1-88-113-62 Wikidata | Villa Hussel                       |

### Mörlbach
| Lage                         | Objekt                                                              | Beschreibung | Akten-Nr.              | Bild                                        |
| ---------------------------- | ------------------------------------------------------------------- | --- | ---------------------- | ------------------------------------------- |
| Forststraße 9 (Standort)     | Wohnteil eines ehemaligen Kleinbauernhauses                         | Zweigeschossiger Blockbau, Flachsatteldach mit drei Pfetten, zweites Viertel 18. Jahrhundert                                                       | D-1-88-113-73 Wikidata | Wohnteil eines ehemaligen Kleinbauernhauses |
| Ickinger Straße 5 (Standort) | Wohnteil eines Bauernhauses                                         | Zweigeschossiger Blockbau, verputzt, im Kern 18. Jahrhundert                                                                                       | D-1-88-113-74 Wikidata | Wohnteil eines Bauernhauses                 |
| Stephaniweg 3 (Standort)     | Kirche St. Stephan, katholische Filialkirche                        | Spätgotischer Bau mit Dachreiter, Ende 15. Jahrhundert; mit Ausstattung.                                                                           | D-1-88-113-72 Wikidata | weitere Bilder                              |
| Stephaniweg 7 (Standort)     | Ehemaliges Herrenhaus, Schulungszentrum für das SOS-Kinderhilfswerk | Zweigeschossiger breit gelagerter Villenbau in historisierenden Formen, nach Plänen des Architekten Hans Kunz für das Gut Mörlbach errichtet, 1914 | D-1-88-113-77 Wikidata | weitere Bilder                              |

### Sibichhausen
| Lage                                     | Objekt     | Beschreibung | Akten-Nr.              | Bild       |
| ---------------------------------------- | ---------- | --- | ---------------------- | ---------- |
| Flur Sibichhausen, Klosterweg (Standort) | Wegkapelle | Im Kern wohl 18. Jahrhundert, Vorbau modern. Die Kapelle wurde im Juli 2022 zerstört, als bei einem Unwetter ein großer Baum auf sie fiel. | D-1-88-113-75 Wikidata | Wegkapelle |

## Ehemalige Baudenkmäler
| Lage                                         | Objekt           | Beschreibung | Akten-Nr.              | Bild    |
| -------------------------------------------- | ---------------- | --- | ---------------------- | ------- |
| Berg Etztalbreite 3 (Standort)               | Wohnhaus Nestler | Eingeschossig, mit drei weit überstehenden, unterschiedlich hohen Satteldächern und großen Fensteröffnungen, von Paolo Nestler, 1977–79 | D-1-88-113-85 Wikidata | BW      |
| Berg Seestraße 52 (Standort)                 | Balkone          | Zugehörige westliche und südliche Eisenbalkone, 1892 2012 nicht mehr als Denkmal eingetragen |                        | Balkone |
| Berg Waldstraße 12 (Standort)                | Ölschlag         | Ehemalige Mühle, kleines zweigeschossiges Haus mit Steilsatteldach, wohl im Kern 18. Jahrhundert 2012 nicht mehr als Denkmal eingetragen |                        | BW      |
| Allmannshausen Zieglerweg 3 (Standort)       | Handwerkerhaus   | Putzbau, Wirtschaftsteil verbrettert, Krüppelwalmdach, 1820 2012 nicht mehr als Denkmal eingetragen |                        | BW      |
| Farchach Jägerberg 5 (Standort)              | Haustür          | Aufgedoppelte Rauten, Mitte 19. Jahrhundert 2012 nicht mehr als Denkmal eingetragen |                        | BW      |
| Farchach Kempfenhausener Straße 5 (Standort) | Giebelschmuck    | Drei Giebelmedaillons, Stuck, Ende 19. Jahrhundert 2012 nicht mehr als Denkmal eingetragen |                        | BW      |
| Harkirchen Dorfstraße 6 (Standort)           | Bauernhaus       | Zweigeschossiger Blockbau, Stube südlich vorgezogen, Ende 17. Jahrhundert, Dach aufgesteilt im 19. Jahrhundert 2012 nicht mehr als Denkmal eingetragen                                                                                       |                        | BW      |
| Harkirchen Harkirchener Straße 40 (Standort) | Bauernhaus       | Einfirstanlage, Mitterstalltyp, zum Teil verputzter Blockbau, 18./Anfang 19. Jahrhundert 2012 nicht mehr als Denkmal eingetragen |                        | BW      |
| Kempfenhausen Sonnleitenweg 2 (Standort)     | Villa Lüderitz   | Moderne Nutzung als Haus der Arbeiterwohlfahrt, neubarocker Mansarddachbau mit asymmetrischen Giebelrisaliten und Eckturm mit Haube, um 1900; Park mit altem Baumbestand (Zur Geschichte des Hauses) 2012 nicht mehr als Denkmal eingetragen |                        | BW      |